# Serie Promozione
La Serie Promozione è stata il torneo cadetto del campionato svizzero di calcio tra il 1921 ed il 1930. Organizzata dall'ASF/SFV, vide competere un numero di squadre variabile, generalmente suddivise in tre gironi geografici (Est, Centro, Ovest).
L'ammissione in Serie A era sottoposta a spareggi con le peggiori classificate dei corrispondenti gironi della massima serie. Le ultime classificate venivano invece retrocesse in Serie C.

## Storia
Nel 1921 il campionato di Serie B cambiò nome in Serie Promozione, quando le squadre che lo componevano (insieme a parte di quelle di Serie C) diedero vita alla Zusammenschluss der unteren Serien (ZUS). Furono anche abolite le finali per il titolo; le squadre vincitrici dei tre gruppi disputavano uno spareggio contro le ultime classificate dei corrispondenti gruppi di Serie A, con partite di andata e ritorno ed eventuale spareggio.
Nel 1930 tanto la Serie A quanto la Serie Promozione furono abolite e sostituite dai campionati di Prima Lega e Seconda Lega tuttavia, quando nel 1931 nacque il campionato di Lega Nazionale, la Prima Lega fu declassata a secondo livello nazionale e la Seconda Lega divenne il terzo. Questa situazione durò fino al 1944 quando la Lega Nazionale fu divisa in Lega Nazionale A e Lega Nazionale B, il quale divenne il nuovo campionato di seconda divisione.

## Albo d'oro
In grassetto le squadre promosse in Serie A.
| Stagione      | Girone Est                                                | Girone Centro                                  | Girone Ovest                                      |
| ------------- | --------------------------------------------------------- | ---------------------------------------------- | ------------------------------------------------- |
| 1922 dettagli | Lugano                                                    | Concordia Basilea                              | Forward Morges                                    |
| 1923 dettagli | Gruppo 1: Neumünster Zurigo Gruppo 2: Veltheim Winterthur | Gruppo 1: Concordia Basilea Gruppo 2: Grenchen | Gruppo 1: Étoile Carouge Gruppo 2: Signal Losanna |
| 1924 dettagli | Oberwinterthur                                            | Grenchen                                       | Forward Morges                                    |
| 1925 dettagli | Neumünster Zurigo                                         | Soletta                                        | Bienne                                            |
| 1926 dettagli | Oberwinterthur-Tössfeld                                   | Black Stars Basilea                            | Concordia Yverdon                                 |
| 1927 dettagli | Chiasso                                                   | Madretsch Bienna                               | Montreux-Sports                                   |
| 1928 dettagli | Oerlikon                                                  | Lucerna                                        | Forward Morges                                    |
| 1929 dettagli | Töss                                                      | Lucerna                                        | Stade Losanna                                     |
| 1930 dettagli | Locarno                                                   | ?                                              | ?                                                 |